# Whip It!
Whip It! è un singolo del rapper statunitense LunchMoney Lewis, pubblicato il 7 agosto 2015.
Il singolo ha visto la partecipazione della cantante statunitense Chloe Angelides e contiene un campionamento del brano Let It Whip della Dazz Band del 1982.

## Successo commerciale
Il singolo ha ottenuto successo in Oceania, Austria, Belgio e Germania.

## Video musicale
Il videoclip è stato pubblicato il 15 settembre 2015 sul canale Vevo-YouTube del rapper.